# Годы-Доброводка
Го́ды-Доброво́дка (укр. Годи-Добровідка) — село в Пядикской сельской общине Коломыйского района Ивано-Франковской области Украины.
Население по переписи 2001 года составляло 967 человек. Занимает площадь 12.88 км². Почтовый индекс — 78244. Телефонный код — 03433.